# Condado de Cambria
El condado de Cambria (en inglés: Cambria County) fundado en 1800 es uno de los 67 condados en el estado estadounidense de Pensilvania. En el 2010 el condado tenía una población de 143.679 habitantes en una densidad poblacional de 86 personas por km². La sede de condado es Ebensburg.

## Geografía
Según la Oficina del Censo, el condado tiene un área total de 1795 km² (693,1 mi²), de la cual 1782 km² (688 mi²) es tierra y 13 km² (5 mi²) (0.78%) es agua.

### Condados adyacentes
- Condado de Clearfield (norte)
- Condado de Blair (este)
- Condado de Bedford (sureste)
- Condado de Somerset (sur)
- Condado de Westmoreland (suroeste)
- Condado de Indiana (oeste)

## Demografía
Según el censo de 2000, habían 152,598 personas, 60,531 hogares y 40,616 familias residiendo en la localidad. La densidad de población era de 86 hab./km². Había 65,796 viviendas con una densidad media de 37 viviendas/km². El 95.80% de los habitantes eran blancos, el 2.83% afroamericanos, el 0.09% amerindios, el 0.36% asiáticos, el 0.02% isleños del Pacífico, el 0.38% de otras razas y el 0.64% pertenecía a dos o más razas. El 0.89% de la población eran hispanos o latinos de cualquier raza.
Los ingresos medios por hogar en la localidad eran de $0 y los ingresos medios por familia eran $0. Los hombres tenían unos ingresos medios de $0 frente a los $0 para las mujeres. La renta per cápita para el condado era de $0. Alrededor del 0% de la población estaban por debajo del umbral de pobreza.

## Localidades

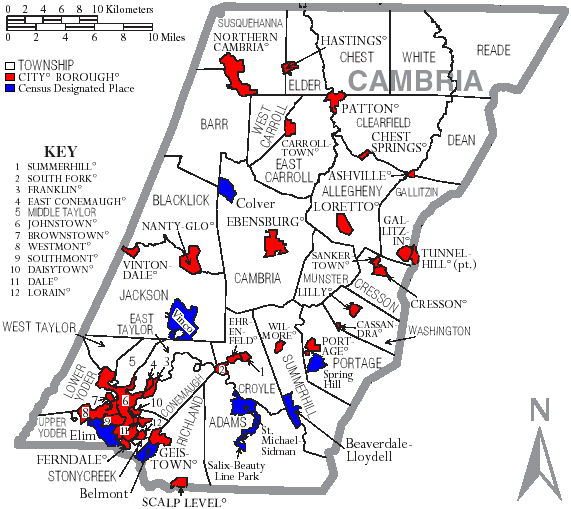
Localidades en el condado de Cambria.

### Ciudades
Johnstown 

### Boroughs
Ashville |
Brownstown |
Carrolltown |
Cassandra |
Chest Springs |
Cresson |
Daisytown |
Dale |
East Conemaugh |
Ebensburg |
Ehrenfeld |
Ferndale |
Franklin |
Gallitzin |
Geistown |
Hastings |
Lilly |
Lorain |
Loretto |
Nanty Glo |
Northern Cambria |
Patton |
Portage |
Sankertown |
Scalp Level |
South Fork |
Southmont |
Summerhill |
Tunnelhill‡ |
Vintondale |
Westmont |
Wilmore

### Municipios
Adams |
Allegheny |
Barr |
Blacklick |
Cambria |
Chest |
Clearfield |
Conemaugh |
Cresson |
Croyle |
Dean |
East Carroll |
East Taylor |
Elder |
Gallitzin |
Jackson |
Lower Yoder |
Middle Taylor |
Munster |
Portage |
Reade |
Richland |
Stonycreek |
Summerhill |
Susquehanna |
Upper Yoder |
Washington |
West Carroll |
West Taylor |
White

### Lugares designados por el censo
Beaverdale-Lloydell |
Belmont |
Blandburg |
Colver |
Dunlo |
Elim |
Mundys Corner |
Oakland |
Salix-Beauty Line Park (histórico) |
Salix |
Spring Hill |
St. Michael |
St. Michael-Sidman (histórico) |
Vinco 

### Áreas no incorporadas
Flinton |
Kaylor |
Mountaindale |
Oil City |
Revloc |
Sidman 